# Poeoptera
Poeoptera är ett fågelsläkte i familjen starar inom ordningen tättingar. Släktet omfattar tre arter som förekommer i västra, centrala och östra Afrika:
- Smalstjärtad stare (P. lugubris)
- Koboltstare (P. stuhlmanni)
- Kolstare (P. kenricki)

Vitbukig stare (Arizelopsar femoralis) placerades tidigare i släktet. 